# Sarosa annotata
Sarosa annotata là một loài bướm đêm thuộc phân họ Arctiinae, họ Erebidae.